# Cloud 9 (album)
Cloud 9 – drugi album studyjny amerykańskiego rapera Nine'a wydany 7 sierpnia 1996 roku nakładem wytwórni Profile Records. Wydawnictwo promowane było singlami „Lyin’ King” oraz „Make or Take” i zadebiutowało na 45. miejscu notowania Top R&B/Hip-Hop Albums.

## Lista utworów
Opracowano na podstawie źródła
| #  | Tytuł                                       | Producent                                 | Czas | Sample |
| -- | ------------------------------------------- | ----------------------------------------- | ---- | --- |
| 1  | „Know Introduction” (gośc. King Just)       | Rob Lewis                                 | 2:38 | - Portishead – „Biscuit” |
| 2  | „Every Man 4 Himself”                       | Rob Lewis                                 | 3:11 | |
| 3  | „We Play 4 Keeps”                           | Rob Lewis                                 | 3:53 | |
| 4  | „Tha Product” (gośc. U-Neek)                | Rob Lewis                                 | 4:19 | - Lou Donaldson – „Ode to Bully Jean” - Nat King Cole / Gordon Jenkins and His Orchestra – „Paradise” |
| 5  | „Uncivilized”                               | Rock Wrecka (koprodukcja: Father Shaheed) | 3:38 | - Lou Donaldson – „Ode to Bully Jean” - Nine – „Make or Take” |
| 6  | „No Part A Me”                              | Rob Lewis                                 | 3:42 | - Young-Holt Unlimited – „Wah Wah Man” |
| 7  | „Lyin’ King”                                | Rob Lewis                                 | 3:36 | - Three Dog Night – „Old Fashioned Love Song” - Three Dog Night – „One” - Detroit Emeralds – „You're Getting a Little Too Smart” - Run-D.M.C. – „Here We Go (Live At The Funhouse)” - Run-D.M.C. – „Peter Piper” |
| 8  | „Richman Poorman (Act One)” (gośc. 3rd Eye) | Jesse West                                | 2:50 | - Aretha Franklin – „Young, Gifted and Black” |
| 9  | "Jon Doe"                                   | Rob Lewis                                 | 3:51 | - Skull Snaps – „It's a New Day” |
| 10 | „Make or Take” (gośc. Smoothe Da Hustler)   | Rob Lewis                                 | 4:00 | - Ronnie Laws – „Just As You Are” - Cutty Ranks – „A Who Seh Me Dun” - Slick Rick / Doug E. Fresh – „La Di Da Di”                                                                                                |
| 11 | „Warriors” (gośc. Bounty Killer)            | Rob Lewis                                 | 3:46 | - Nine – „Famaldahyde” |
| 12 | „4 Chicken Wings and Rice”                  | Rob Lewis                                 | 3:31 | - Atlantic Starr – „Let's Get Closer” - Diamond D – „Sally Got a One Track Mind” |